# Wybory prezydenckie w Stanach Zjednoczonych w 1936 roku

Mapa wyborcza Stanów Zjednoczonych w 1936 roku. Liczba na mapie określa liczbę przedstawicieli stanu w Kolegium Elektorów

Wybory prezydenckie w Stanach Zjednoczonych w 1936 roku – trzydzieste ósme wybory prezydenckie w historii Stanów Zjednoczonych. Na urząd prezydenta wybrano ponownie Franklina Delano Roosevelta, a wiceprezydentem na kolejną kadencję został John Nance Garner.

## Kampania wyborcza
Podobnie jak poprzednie, wybory prezydenckie w 1936 roku odbywały się w czasie głębokiego kryzysu gospodarczego. Reformy zawarte w programie Nowego Ładu, autorstwa prezydenta Roosevelta sprawiły, że cieszył się on bardzo dużym poparciem społecznym. Konwencja Partii Demokratycznej odbyła się w Filadelfii w dniach 23-27 czerwca 1936, gdzie udzielono poparcia prezydentowi poprzez aklamację. Był to także sygnał pełnego poparcia partii dla polityki Nowego Ładu. Kandydatem Partii Republikańskiej został progresywista Alf Landon. Nominację Union Party zdobył William Lemke, a Socjalistycznej Partii Ameryki – Norman M. Thomas. Założeniem programowym republikanów była krytyka Nowego Ładu, zarzut nadmiernej centralizacji i niekonstytucyjne przejęcie kompetencji Kongresu. Tymczasem Roosevelt zwyciężył zdecydowaną większością głosów, wygrywając we wszystkich stanach, z wyjątkiem Vermont i Maine.

## Kandydaci

### Partia Demokratyczna

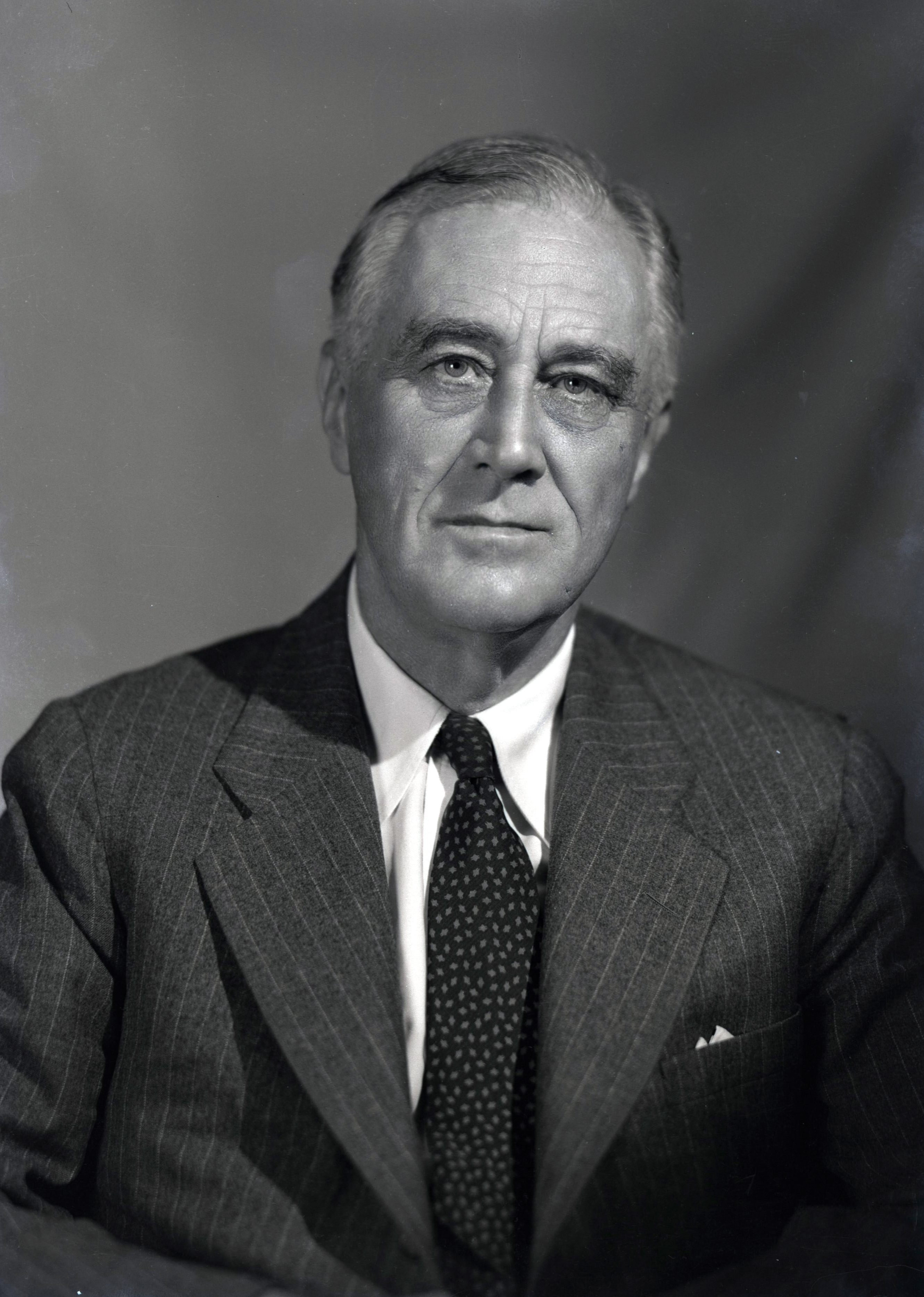
F.D. Roosevelt
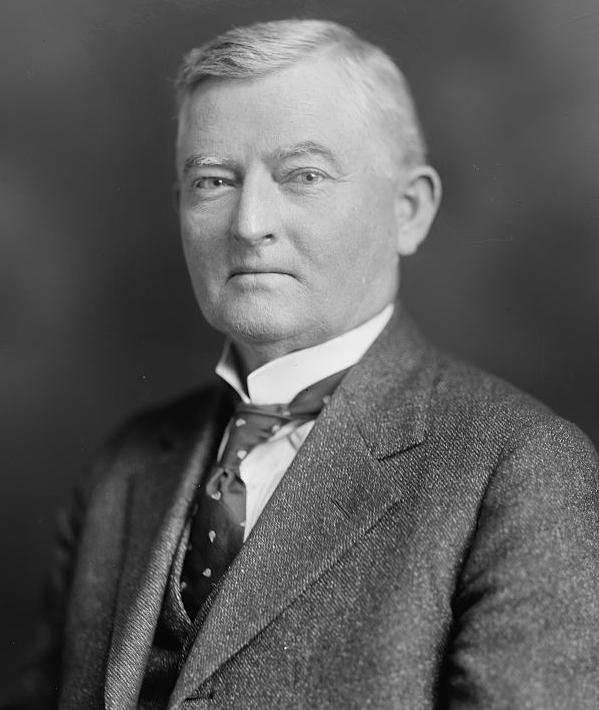
John Garner

### Partia Republikańska

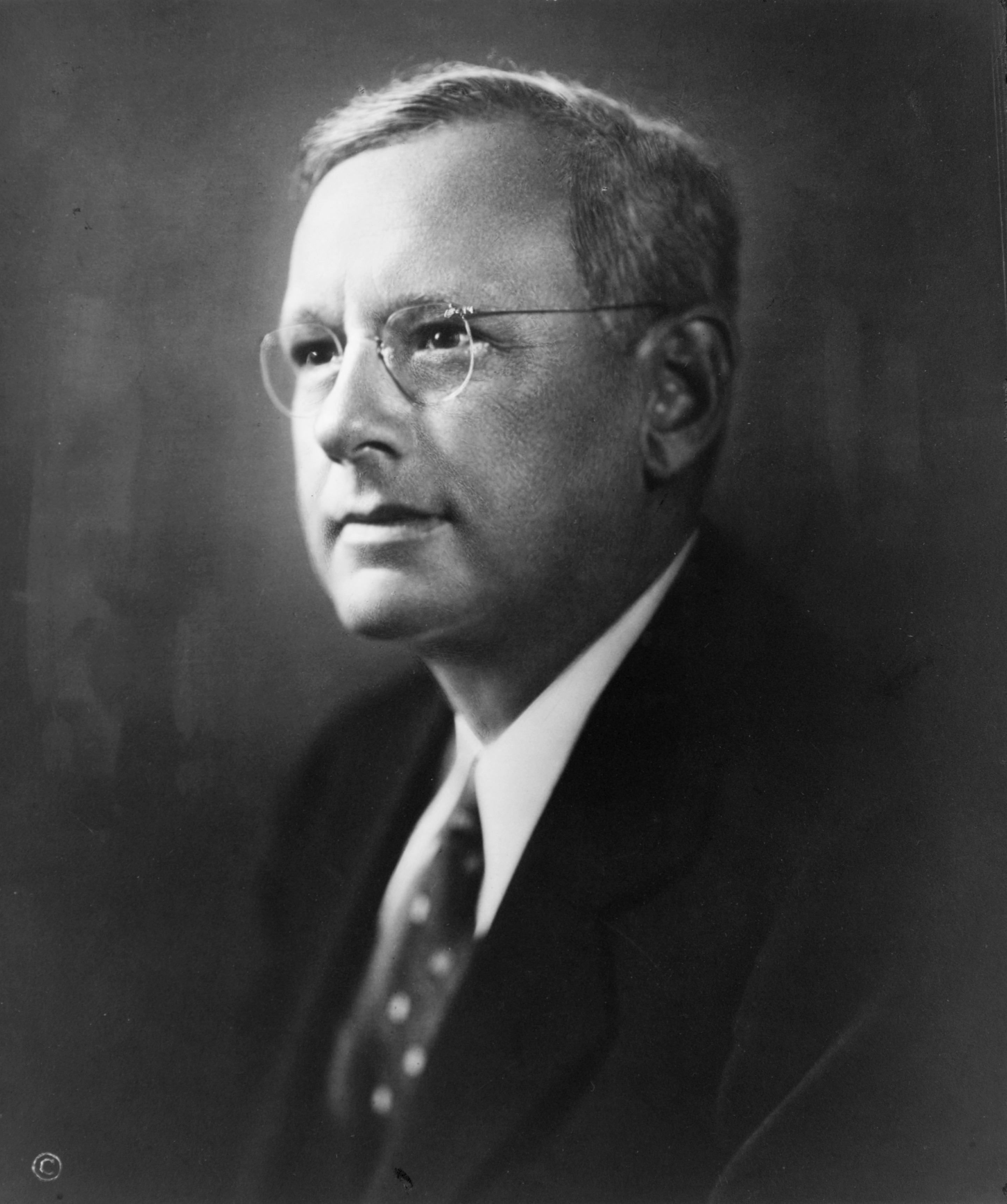
Alfred Landon
Frank Knox

### Socjalistyczna Partia Ameryki

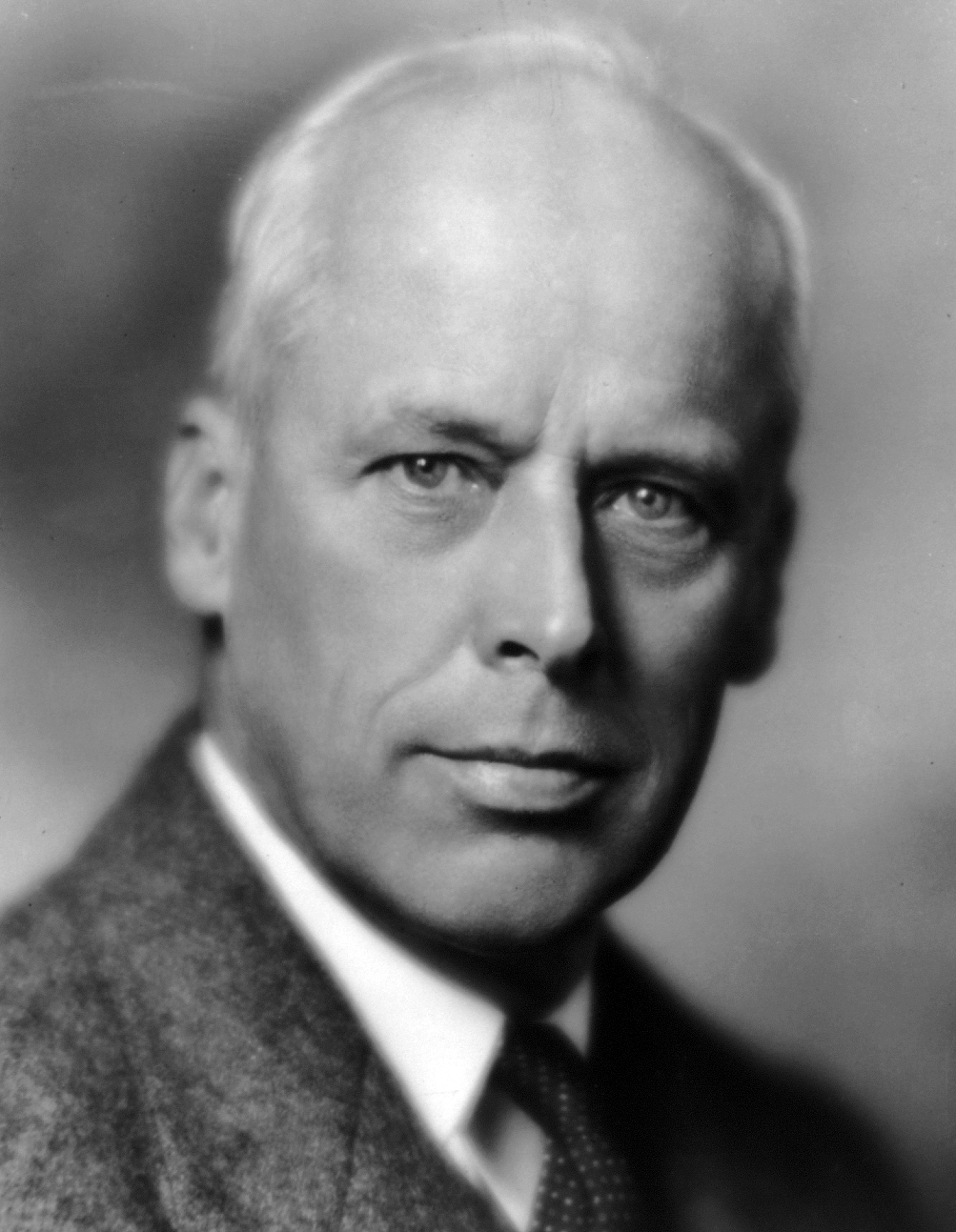
Norman Thomas

### Union Party

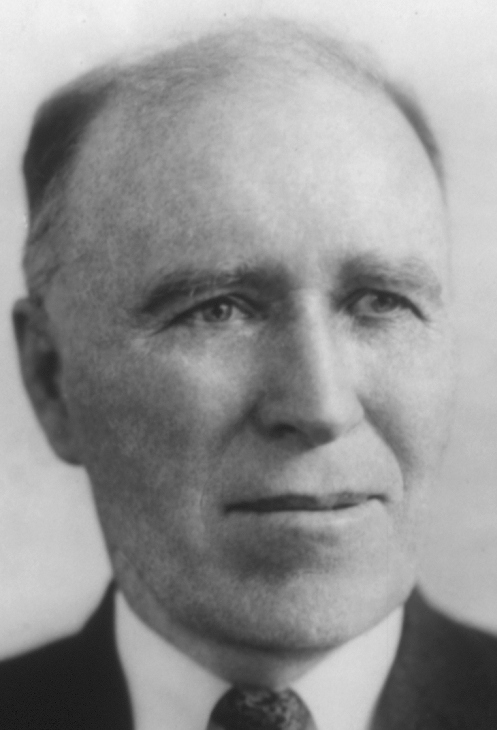
William Lemke

## Wyniki głosowania
Głosowanie powszechne odbyło się 3 listopada 1936. Roosevelt uzyskał 60,8% poparcia, wobec 36,5% dla Landona, 1,9% dla Lemkego i 0,4% dla Thomasa. Ponadto, około 320 000 głosów oddano na niezależnych elektorów, głosujących na innych kandydatów. Frekwencja wyniosła 56,9%. W głosowaniu Kolegium Elektorów Roosevelt uzyskał 523 głosy, przy wymaganej większości 266 głosów. Na Landona zagłosowało 8 elektorów. W głosowaniu wiceprezydenckim zwyciężył Garner, uzyskując 523 głosy, wobec 8 dla Knoxa.
W wyniku uchwalenia XX poprawki do Konstytucji zaprzysiężenie odbyło się 20 stycznia, a nie jak dotychczas – 4 marca.
| Kandydat na prezydenta    | Partia                        | Głosowanie powszechne | Głosowanie powszechne | Kolegium Elektorów |
| Kandydat na prezydenta    | Partia                        | Głosy                 | Procent               | Kolegium Elektorów |
| ------------------------- | ----------------------------- | --------------------- | --------------------- | ------------------ |
| Franklin Delano Roosevelt | Partia Demokratyczna          | 27 757 333            | 60,8%                 | 523                |
| Alf Landon                | Partia Republikańska          | 16 684 231            | 36,5%                 | 8                  |
| William Lemke             | Union Party                   | 892 267               | 1,9%                  | 0                  |
| Norman Thomas             | Socjalistyczna Partia Ameryki | 187 833               | 0,4%                  | 0                  |
| Łącznie                   | Łącznie                       | Łącznie               | Łącznie               | 531                |

| Kandydat na wiceprezydenta | Partia               | Kolegium Elektorów |
| -------------------------- | -------------------- | ------------------ |
| John Garner                | Partia Demokratyczna | 523                |
| Frank Knox                 | Partia Republikańska | 8                  |
| Łącznie                    | Łącznie              | 531                |